# Provincia de Lampung
Lampung es una provincia de Indonesia, situada en el extremo sur de la isla de Sumatra. Limita con las provincias de Bengkulu y Sumatra Meridional. Lampung es la patria originaria de la tribu lampung, que hablan un idioma distinto del de otros pueblos de Sumatra y que cuenta con su propio alfabeto. Bandar Lampung es su capital.
Una gran parte de la población actual de Lampung es descendiente de inmigrantes procedentes de Java, Madura y Bali. Estos inmigrantes llegaron espontáneamente en busca de más tierras disponibles en las islas más densamente pobladas, así como por parte del programa de transmigración del gobierno, de Lampung, que fue una de las primeros y más importantes destinos de transmigración.
Lampung es comúnmente conocida por su inestabilidad geográfica en términos de los terremotos y volcanes. El 10 de mayo de 2005, un fuerte terremoto de grado 6,4 en la escala de Richter sacudió la provincia. La histórica explosión del volcán Krakatoa se produjo en 1883, que dio lugar a consecuencias desastrosas.

## Demografía
Según el censo de 2010, la población de esta provincia era de 7.608.405 personas. Esta cifra había ascendido a 9.007.848 habitantes. Para 2022, se estimaba que la población era de 9.176.546 personas. Como tiene una extensión de 33.575,41 kilómetros cuadrados, la densidad poblacional es de 273,3 habitantes por kilómetro cuadrado.

### Grupos étnicos
Los dos grupos étnicos principales de Lampung son los javaneses (64,17% de la población total en 2010) y los lampungeses (13,56%), que son el grupo étnico nativo de la provincia. Otras minorías étnicas son los malayos (5,64%) y chinos (0,53%).

### Lenguas
Los idiomas utilizados en la provincia son el indonesio, oficial en todo el país, el javanés, el sondanés, el balinés, el minangkabau y, por supuesto, el lampung.

### Religiones
La religión mayoritaria de Lampung es el Islam (95,48%). Otras religiones practicadas en la provincia son el Protestantismo (1,51%), el Hinduismo (1,49%) y el Catolicismo (0,91%).